# Powiat Hōsu
Powiat Hōsu (jap. 鳳珠郡 Hōsu-gun) – powiat w Japonii, w prefekturze Ishikawa. W 2024 roku liczył 21 748 mieszkańców.

## Miejscowości
- Anamizu
- Noto